# Patricia Hansen
Patricia María Hansen es una física argentina graduada en la Universidad Nacional de Rosario y doctorada en el Real Instituto de Tecnología de Suecia.
Patricia Hansen trabaja actualmente en el Instituto de Física de La Plata, dependiente de la Universidad Nacional de La Plata y el Consejo Nacional de Investigaciones Científicas y Técnicas.
Realizó estudios de posgrado en Suecia, Estados Unidos y España, y regresó a su país de origen en el marco del Programa Raíces para trabajar en el Observatorio Pierre Auger.